# Barrage de la baie de Cardiff
Le barrage de la baie de Cardiff (en anglais : Cardiff Bay Barrage, en gallois : Morglawdd Bae Caerdydd) se trouve à l'embouchure de la baie de Cardiff, au pays de Galles. Il s'étend des docks de Cardiff (en) au nord-est à la pointe de Penarth (en) au sud-ouest. Pendant sa construction dans les années 1990, il constituait l'un des plus grands projets de génie civil en Europe.

## Histoire

### Origine

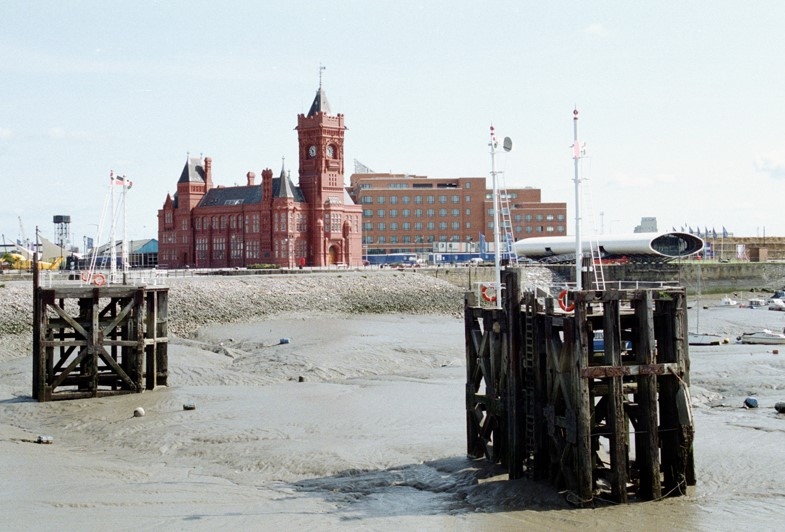
La baie à marée basse, exposant les vasières (avant la création du barrage).

L'origine de ce programme remonte à une visite du secrétaire d'État au Pays de Galles Nicholas Edwards dans les docks de Cardiff (en), en grande partie abandonnés au début des années 1980. Passionné d'opéra, Edwards a envisagé un projet de revitalisation de la zone en créant de nouvelles maisons, des magasins, des restaurants et, comme pièce maîtresse, un opéra au bord de l'eau. Cependant, la nature de la baie de Cardiff, où de grandes vasières restaient découvertes à marée basse, a été considérée comme esthétiquement peu attrayante.
Edwards a attribué la solution de ce problème à un fonctionnaire du bureau gallois, Freddie Watson. Watson a proposé de construire un barrage en travers de l'embouchure de la baie de Cardiff, des quais de Cardiff à Penarth, barrage qui retiendrait l'eau douce des rivières Ely et Taf pour créer un grand lac d'eau douce, produisant ainsi une marée haute permanente. La zone devenant ainsi plus attrayante, les investissements devaient être attirés vers les docks.
Le barrage était donc considéré comme central au projet de régénération. En 1987, avant l'approbation de la construction du barrage, la Cardiff Bay Development Corporation (en) a été créée pour réaménager les docks, un sixième de la superficie totale de la ville de Cardiff.

### Achèvement
Le barrage a été terminé en novembre 1999, les vannes étant fermées à marée haute pour retenir l'eau de mer du canal de Bristol dans les 200 hectares de la baie.

## Problèmes de qualité de l'eau
Au début, des problèmes majeurs de qualité de l'eau sont survenus, ce qui a obligé à vider la baie pendant la nuit et à la remplir chaque jour[réf. nécessaire].
Finalement, des systèmes d'oxygénation (basés sur ceux utilisés au barrage de Swansea (en)) ont été installés, ce qui a amélioré la qualité de l'eau et a permis à la baie de se remplir entièrement d'eau douce, la seule entrée d'eau salée étant celle des trois écluses donnant accès à l'estuaire de la Severn au nombre croissant de bateaux naviguant dans la baie. Cette eau salée plonge au fond de la baie et est ensuite renvoyée vers la mer par un bassin de drainage relié à un conduit d'eau salée.
Le barrage a été ouvert au public en 2001.

## Opposition
Le projet de barrage a été contesté par les écologistes et, selon une enquête de la BBC, par le Premier ministre Margaret Thatcher. Les fonctionnaires du Trésor s'étaient interrogés sur sa justification économique et sur la méthodologie économique utilisée pour le justifier. En 1990, un comité restreint, qui n'avait pas été en mesure d'examiner tous les détails qu'il souhaitait, a voté à 3 contre 1 en faveur du projet. Par la suite, BBC Pays de Galles a découvert que Thatcher avait voulu abandonner la proposition de barrage, jusqu'au moment où Edwards a menacé de démissionner.
L'opposition au projet est aussi venue de nombreux autres milieux. L'un des critiques les plus éminents était le député de Cardiff West de l'époque, Rhodri Morgan (travailliste), futur premier ministre du pays de Galles. Morgan, comme Thatcher, a déclaré que le projet coûterait trop cher. Le Daily Mirror a rapporté en mars 2000 que les coûts de la construction du barrage à eux seuls étaient passés à 400 millions de livres, et qu'il y aurait 12 millions de livres supplémentaires par an de frais d'entretien et d'exploitation. Morgan a déclaré : « C'est beaucoup plus élevé que tout ce qui a jamais été présenté au Parlement lors de l'adoption du projet de loi sur le barrage ».
Dans l'intervalle, les résidents vivant près du bord de la baie et des rives de la rivière Taf craignaient que leurs maisons soient endommagées par l'élévation permanente du niveau de l'eau, comme ils l'avaient été lors de plusieurs inondations précédentes. Les groupes environnementaux se sont fermement opposés à la construction parce que la baie était une importante aire de nourrissage pour les oiseaux, qui serait perdue après la mise en eau. Des questions ont également été soulevées concernant le niveau des eaux souterraines dans les zones basses de Cardiff, susceptible d'affecter les caves et les jonctions électriques souterraines.
Pendant le développement de la baie et du barrage, la tension a été constante entre la Cardiff Bay Development Corporation et le conseil municipal de Cardiff (plus tard conseil du comté de Cardiff). La commission d'audit de l'Assemblée nationale a évoqué une « relation de travail fracturée » entre les deux organes. Après la mise en eau initiale de la baie de Cardiff en novembre 1999, des plans ont été proposés pour une inauguration royale du barrage. Il était envisagé qu'elle se tienne le jour de la Saint-David 2000 en présence de la reine et de Morgan, opposant véhément au projet. En l'occurrence, aucun événement de ce type n'a eu lieu. Le 1er mars 2000, jour prévu pour la cérémonie, l'Assemblée nationale du Pays de Galles a annoncé qu'aucune cérémonie spéciale ne serait organisée pour marquer le projet.

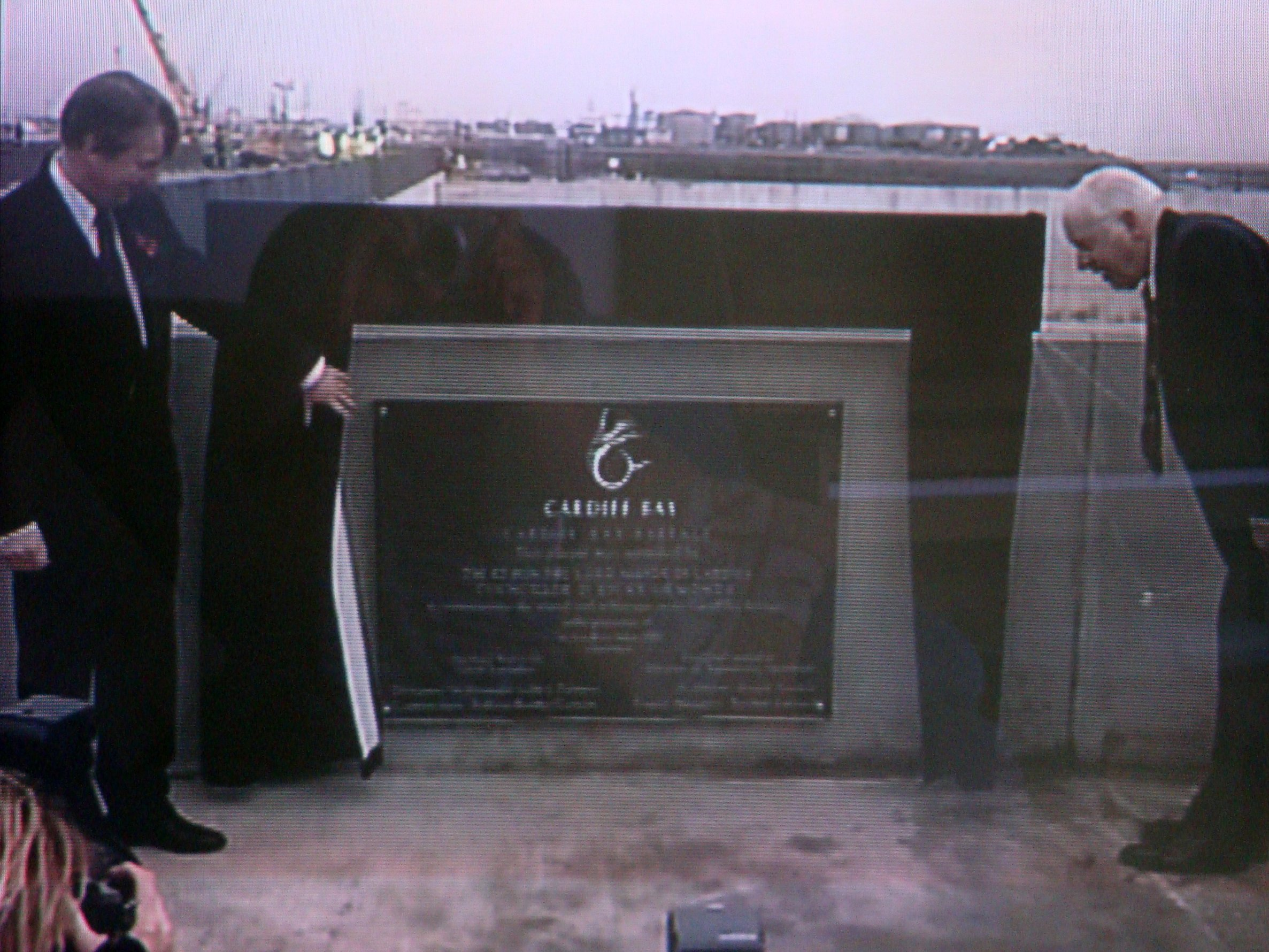
La modeste cérémonie d'inauguration du barrage en novembre 1999.

Au lieu d'une inauguration royale officielle de ce vaste projet de génie civil, le plus grand du genre en Europe, une modeste cérémonie a été organisée par Cardiff Bay Development Corporation, au cours de laquelle un ancien maire de Cardiff, le conseiller Ricky Ormonde (qui avait été Lord Maire en 1994) a officié avec Alun Michael, député travailliste de Cardiff Sud et Penarth qui avait toujours soutenu le projet. Cependant, comme le conseil de Cardiff ne voulait pas accueillir une plaque commémorative sur son territoire, la cérémonie a dû être effectuée et la plaque dévoilée sur un terrain appartenant à l'autorité locale adjacente, le conseil du Vale of Glamorgan, du côté Penarth du barrage. C'était également le site choisi pour l'installation d'une sirène en bronze de 2 mètres de haut — logo de la Cardiff Bay Development Corporation. Le logo a été conçu par l'artiste graphique de Cardiff, Roger Fickling.
La Cardiff Bay Development Corporation a été dissoute le 31 mars 2000, cédant le contrôle du projet achevé au Conseil de Cardiff. Peu après, la plaque à l'extrémité Penarth du barrage a été enlevée et une plaque entièrement nouvelle érigée à la moitié du barrage. La nouvelle plaque ne fait aucune mention de la Cardiff Bay Development Authority. La sirène en bronze qui symbolisait celle-ci est toutefois restée à sa place, à l'extrémité Penarth du barrage.

## Construction

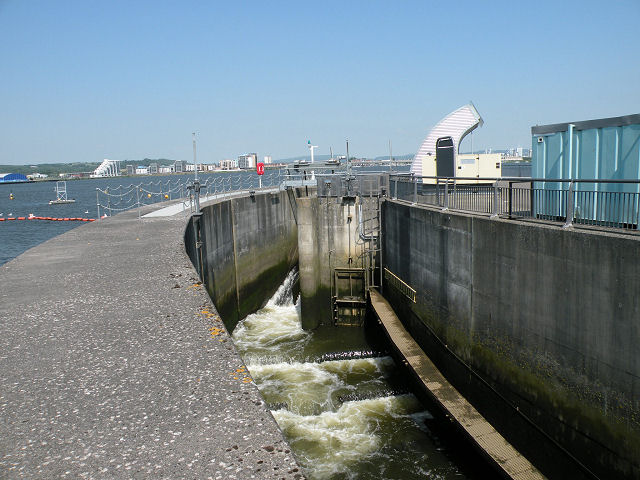
La passe à poissons du barrage.

La construction a été effectuée par une coentreprise entre Balfour Beatty et Costain (en). L'équipement électrique et les systèmes de contrôle ont été conçus et installés par Lintott Control Systems, de Norwich. La construction a commencé en 1994, après le passage du Cardiff Bay Barrage Act of 1993 au parlement britannique. Cette proposition de loi comprenait des provisions pour les habitations éventuellement endommagées par la création du barrage et la création d'un grand habitat pour les oiseaux limicoles plus à l'est du canal de Bristol.
Le barrage comporte une passe à poissons pour permettre aux saumons d'atteindre leurs sites de reproduction de la Taf et trois écluses pour le trafic maritime. La construction a été terminée en 1999 et le barrage est rapidement entré en fonction. Les eaux de la Taf et de l'Ely ont créé un lac d'eau douce de 2 km².

## Aujourd'hui

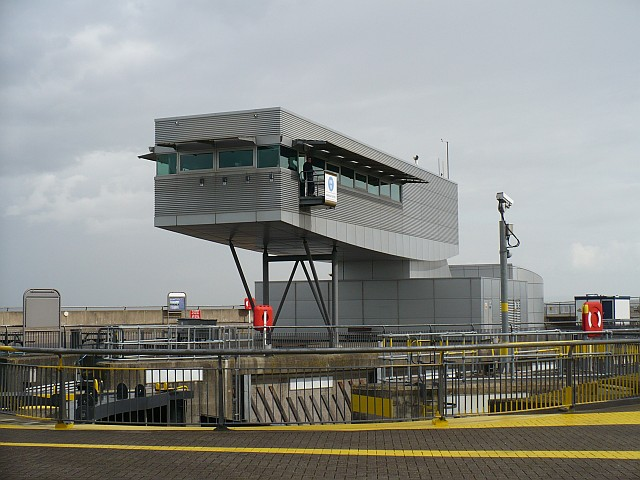
Bâtiment de contrôle du barrage.

Le barrage a joué un rôle important dans la régénération de la zone. Des attractions comme le Wales Millennium Centre (en), le parlement gallois, des boutiques et des installations de sports nautiques se sont déplacées sur les quais. En 2000, la Cardiff Bay Development Corporation (en) a été dissoute et le parlement gallois a chargé le conseil de Cardiff de gérer le barrage par l'intermédiaire de l'autorité portuaire de Cardiff (en) (CHA).

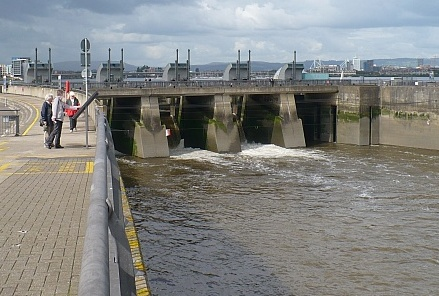
Les vannes du barrage vues depuis l'aval.

Un des principaux arguments pour « vendre » le projet était la création d'une nouvelle voie piétonne et cyclable au-dessus du barrage. Celle-ci aurait augmenté le tourisme des deux côtés tout en offrant un raccourci sûr et agréable entre Cardiff et Penarth, réduisant le trajet de trois kilomètres sur des routes très passantes. Mais ce progrès a mis des années à se matérialiser, faute d'agrément entre les propriétaires des terrains d'accès (Associated British Ports (en)) et le conseil de Cardiff. Ce barrage « non-terminé » a été un sérieux embarras pour l'assemblée galloise.[réf. nécessaire]. L'autorité portuaire de Cardiff (en) a fait des progrès significatifs dans la création de la promenade côtière et a réaménagé une grande partie de la périphérie de la baie jusqu'alors inaccessible ; la promenade le long de la baie a finalement ouvert au public le 30 juin 2008, permettant d'aller de Mermaid Quay (en) à la Marina de Penarth (en). Le CHA a aussi développé une zone de pêche en mer sur le brise-lame extérieur.
Le barrage de la baie de Cardiff a été récompensé par l'industrie britannique de la construction et reçu la médaille Brunel de la société des ingénieurs civils.

### Œuvre d'art

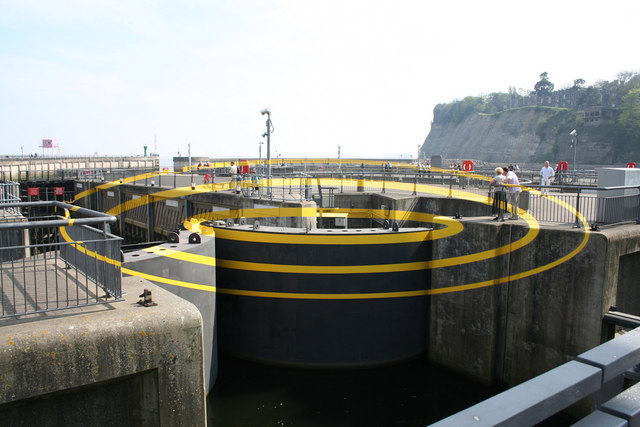
3 Ellipses for 3 Locks.

Le Cardiff Bay Arts Trust (CBAT), connu aujourd'hui sous le nom de Safle, a chargé l'artiste suisse Felice Varini de produire une œuvre d'art public pour la CHA, titrée 3 Ellipses for 3 Locks (3 ellipses pour 3 écluses). Elle a coûté 25000 £ et a été réalisée entre le 11 et le 25 mars 2007. Trois ellipses jaunes ont été peintes sur les écluses et leurs portes, des alpinistes professionnels étant employés pour accéder aux sections les plus difficiles du barrage. C'était la première œuvre de Varini au Royaume-Uni et elle a pris un an à préparer.
La sirène en bronze qui se dresse sur le rond-point au bout du barrage du côté Penarth, logo officiel de la Cardiff Bay Development Corporation, a été conçue par l'artiste graphique de Cardiff Roger Fickling. Elle a été installée sur le territoire du Vale of Glamorgan en raison de tensions entre la CBDC et le Conseil de Cardiff (voir ci-dessus).

### Clubs nautiques et marinas
Deux clubs nautiques et trois marinas sont associés au barrage :
- Cardiff Bay Yacht Club - situé sur le côté nord de la rivière entre Cardiff et Penarth[8].
- Cardiff Yacht Club - situé au centre, près du pont routier principal[9].
- Cardiff Marina - situé en amont du Cardiff Bay Yacht Club sur la rivière Ely.
- Grangemoor Quay - Basé plus haut sur la rivière Ely.
- Marina de Penarth (en) - un développement d'un ancien quai commercial. La marina étant antérieure au barrage, les yachts doivent traverser ses propres écluses en plus des écluses du barrage pour atteindre la mer.

### Sport automobile
Le barrage a été utilisé lors de la première spéciale du Rallye de Grande-Bretagne 2010.

## Impact sur l'écologie de la baie

### Oiseaux
Selon deux études publiées en 2006, la perte de vasières intertidales a entraîné une réduction considérable du nombre et de la diversité des oiseaux dans la baie de Cardiff. Presque tous les tadornes de Belon et les limicoles qui profitaient de la baie lorsque la boue était exposée ne s'y nourrissent plus. Au départ, ces oiseaux se sont nourrit dans des sites voisins, mais dans la plupart des cas ce comportement n'a pas été durable et les oiseaux n'ont pas pu s'installer ailleurs. Les chevaliers gambette déplacés de la baie de Cardiff se sont installés dans l'estuaire de la Rhymney voisine, mais ils ont présenté un poids corporel inférieur et leur taux de survie annuel est passé de 85% à 78% en raison de niveaux inférieurs de survie hivernale.

### Algues
Au début, le lac d'eau douce a eu des problèmes d'algues bleu-vert, ce qui rendait impossible la baignade ou la pratique des sports nautiques. Ces problèmes ont maintenant été en grande partie résolus, bien que des algues toxiques subsistent dans certaines zones portuaires de la baie.

### Moules zébrées
La baie de Cardiff est la première zone d'eau douce du Pays de Galles à avoir été infestée par les moules zébrées - une espèce exotique au Royaume-Uni qui se multiplie rapidement au détriment de la vie marine indigène. L'administration portuaire de Cardiff a décrété que les « embarcations personnelles » utilisées dans la baie de Cardiff, comme les kayaks, les canoës et les dériveurs, doivent être lavées avec une solution d'eau de Javel avant d'être transportées dans toute autre zone d'eau douce.

## Vues du barrage

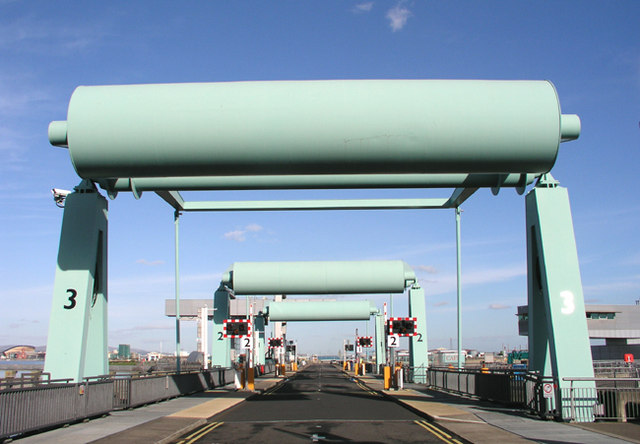
Les 3 ponts basculants au-dessus des écluses.
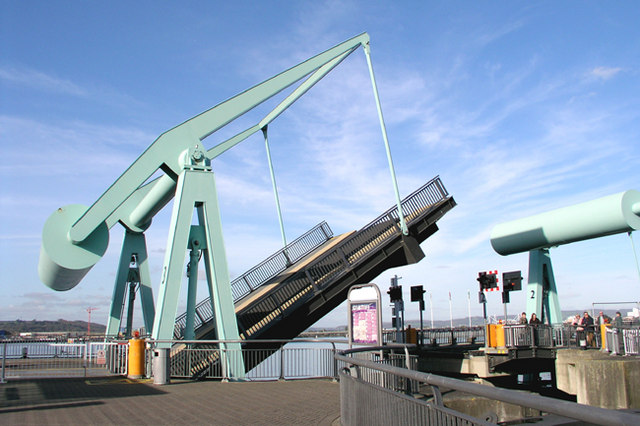
Un des ponts basculants à demi-ouvert.
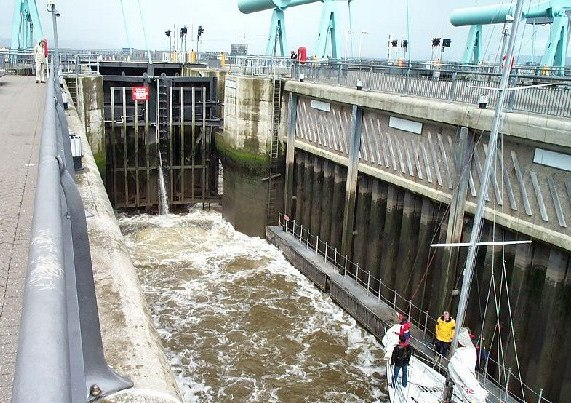
Intérieur d'une des 3 écluses.
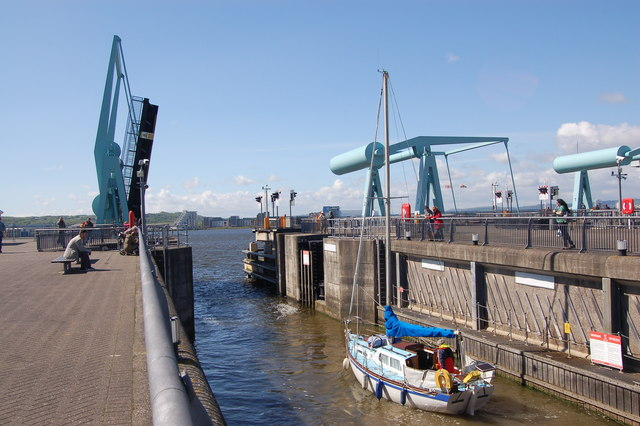
Une des écluses ouverte.
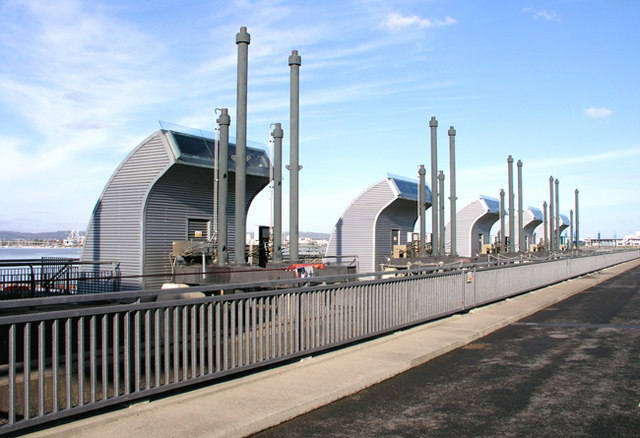
Système de contrôle des vannes.
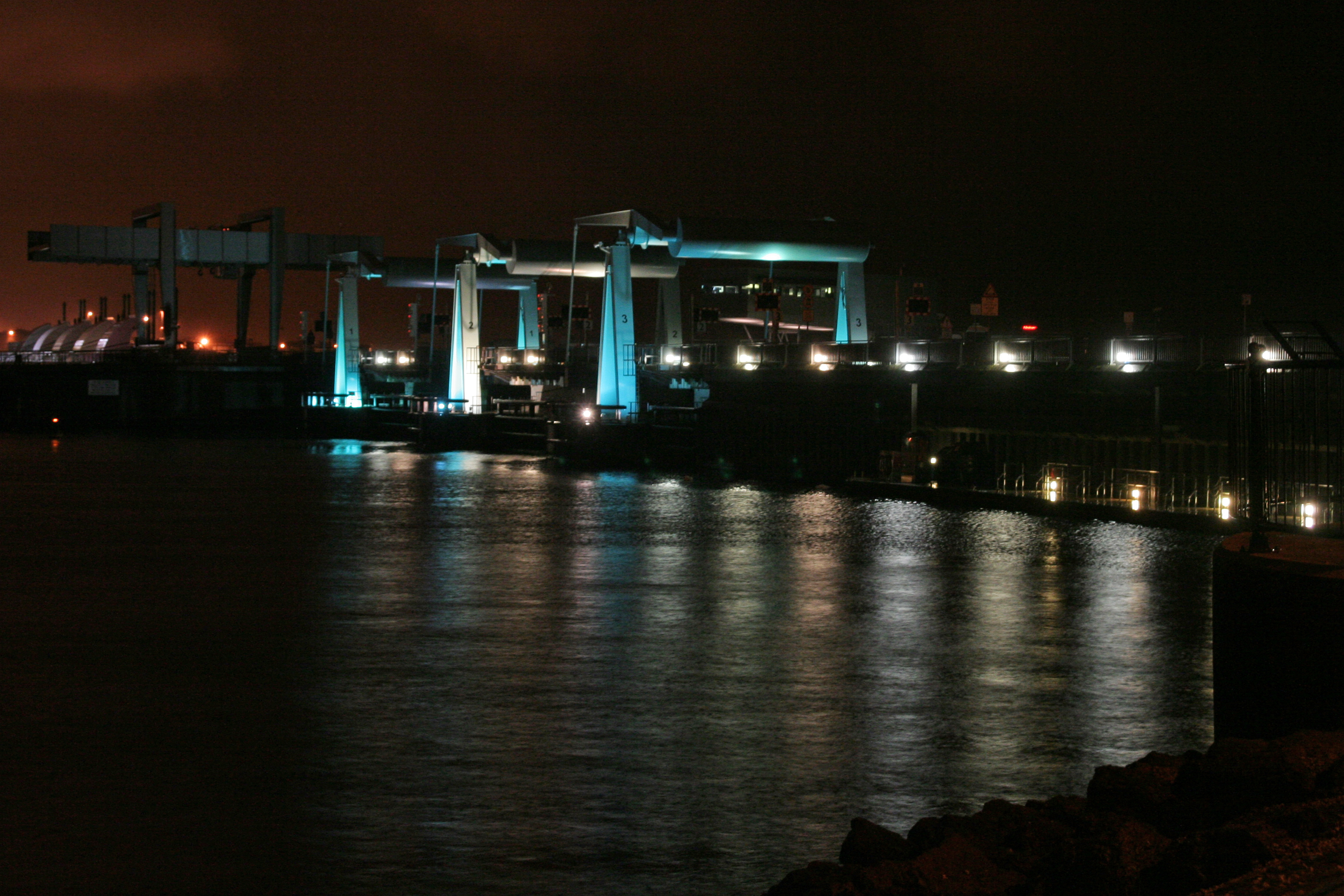
Le barrage de nuit.